# District de Gramsh

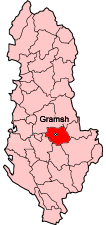
Albania Gramsh.

Le district albanais autonome de Gramshi est un des 36 districts albanais. Il a une superficie de 695 km2 et une population de 45 000 habitants.
Il est voisin des districts albanais de Pogradec, Librazhd, Elbasan, Kuçovë, Berat, Skrapar et Korçë, la capitale est Gramsh.
Le district dépend de la préfecture d'Elbasan.